# Rádio Jerevan
Rádio Jerevan (rusky армянское радио, armjanskoje radio) je fiktivní rozhlasová stanice, vymyšlená za dob socialismu jako nástroj protirežimního humoru.
Zatímco v SSSR byly vtipy typu rádio Jerevan běžné i na témata nepolitická (tchyně, sex, národnostní stereotypy atd.), v zahraničí se daleko největšího rozšíření dostalo vtipům politickým. O jejich popularizaci se zasloužila zejména rozhlasová stanice Svobodná Evropa. Rádio Jerevan v jejích vtipech symbolizovalo nástroje socialistické propagandy (Tisková agentura Sovětského svazu – TASS, Rudé právo atd.) – zprávy byly směšně překroucené nebo hloupé kouzlem nechtěného.

## Příklady vtipů
Jednoho rána během bilaterálních mírových jednání se prezidenti USA a SSSR rozhodli dát si závod v běhu. Sovětský prezident prohrál. Rádio Jerevan pak ohlásilo: „V běžeckých závodech se náš milovaný soudruh Brežněv umístil na čestném druhém místě, zatímco prezident USA skončil předposlední!“
Nejslavnější formou vtipů o Rádiu Jerevan byly odpovědi na pomyslné dotazy posluchačů:
Dotaz na Rádio Jerevan: Je pravda, že u vás v Jerevanu roste obilí jako telegrafní sloupy?
Odpověď: V principu ano. Někde i hustěji.
Dotaz na Rádio Jerevan: „Je pravda, že Grigorij Grigorjevič Grigorijev na Všesvazovém mistrovství SSSR v Moskvě vyhrál luxusní vůz?“
Odpověď: „V principu ano. Avšak, zaprvé: nebyl to Grigorij Grigorjevič Grigorijev, nýbrž Vasilij Vasiljevič Vasilijev. Zadruhé: ne na Všesvazovém mistrovství SSSR v Moskvě, nýbrž na Sportovním festivalu kolchozníků ve Smolensku. Zatřetí: nevyhrál luxusní vůz, nýbrž bicykl a začtvrté: on ho nevyhrál, ale byl mu ukraden.“
Dotaz na rádio Jerevan: „V Moskvě prý bylo viděno maso. Bude také u nás v Kyjevě?“
Odpověď: „Ano, výstava je putovní.“
Dotaz na rádio Jerevan: „Lze žít na Marsu?“
Odpověď: „Taky ne.“
Rádio Jerevan zcela zlidovělo a jeho nečekané odpovědi se udržely i po pádu socialismu a mimo politickou rovinu. Stačí nahradit slova jako „Sovětský svaz“ jménem zaměstnavatele…
Dotaz na Rádio Jerevan: „Prý pracovat ve firmě X je jako žít v éře elektřiny. Je to pravda?“
Odpověď: „V principu ano. Do práce se chodí s odporem, jsme nabiti vztekem, na plat se čeká s napětím a vedení se dotknout nemůžeš.“
V 90. letech principu Rádia Jerevan využili Miloslav Šimek a Zuzana Bubílková ve svém politickém satirickém televizním programu S politiky netančím pro vysílání fiktivní stanice Rádio Bubu.